# Vernis à ongles
 (janvier 2009).
Si vous disposez d'ouvrages ou d'articles de référence ou si vous connaissez des sites web de qualité traitant du thème abordé ici, merci de compléter l'article en donnant les références utiles à sa vérifiabilité et en les liant à la section « Notes et références ».

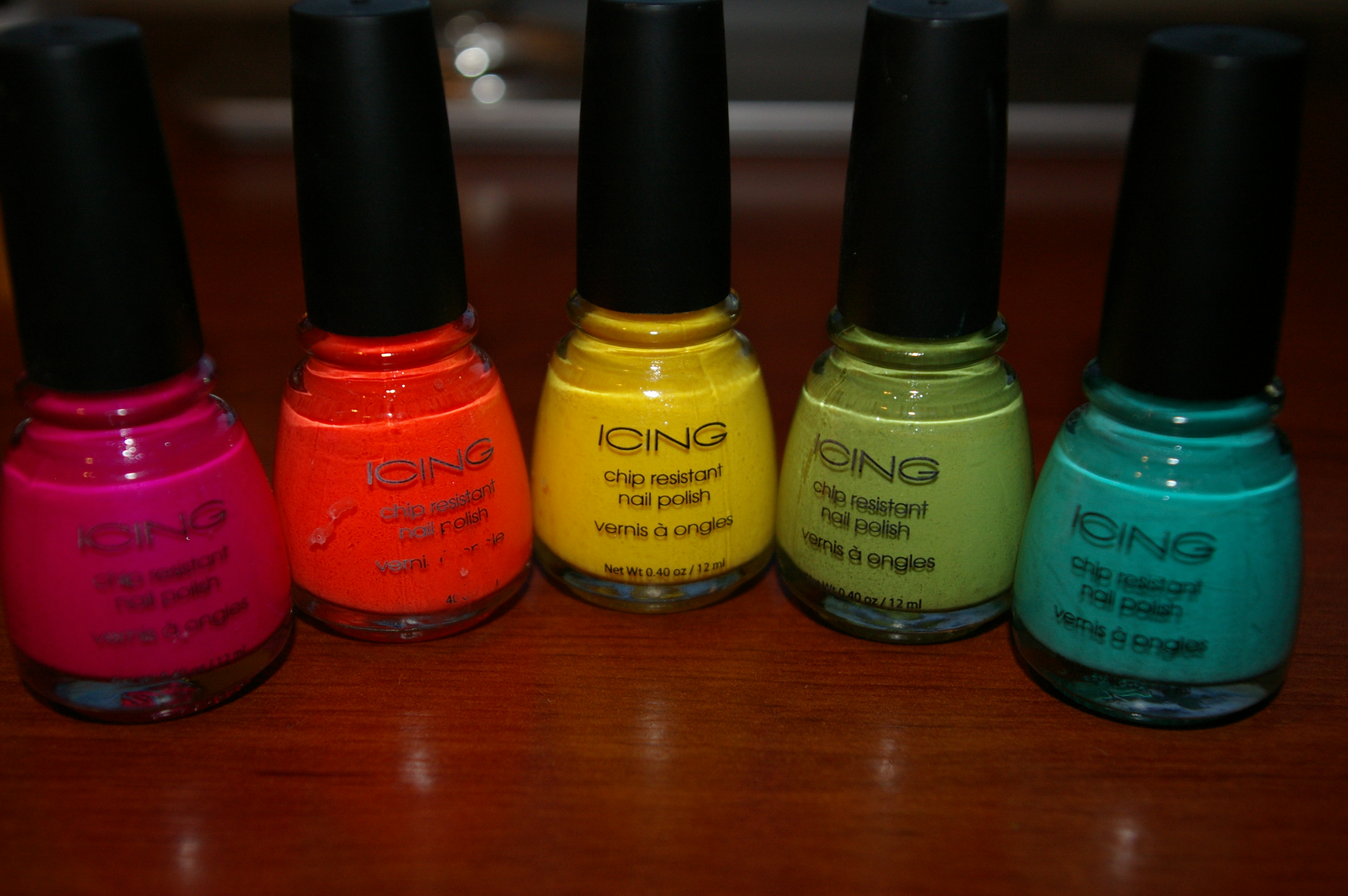
Vernis à ongles de différentes couleurs.

Le vernis à ongles est un produit cosmétique destiné à embellir, à protéger l'ongle ou à en masquer certains défauts. Il fait partie du maquillage.
Il peut s'appliquer sur des ongles longs ou courts.

## Histoire

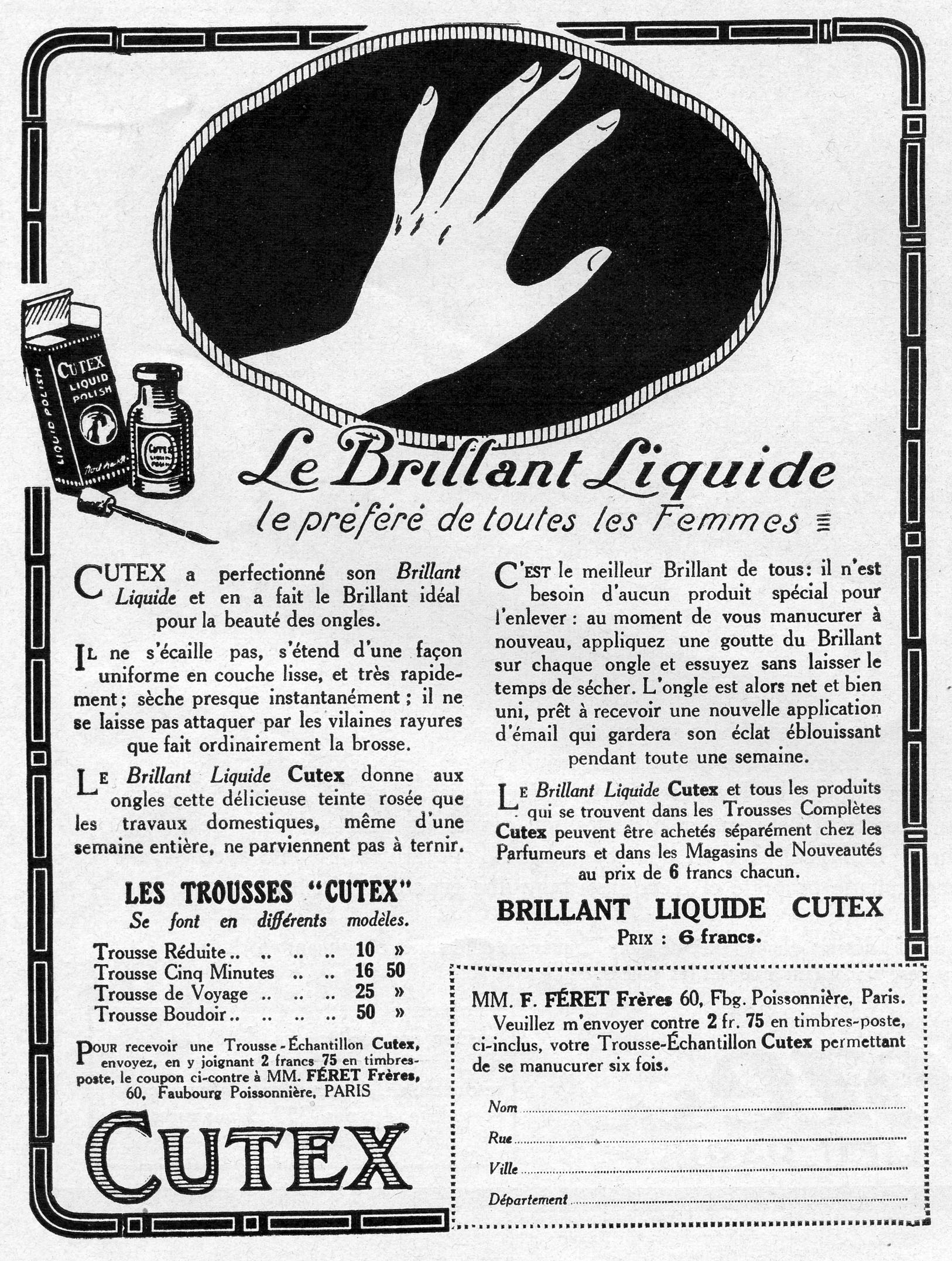
Publicité pour le brillant à ongles Cutex, 1924.

Le vernis à ongles semble avoir été inventé par les Chinois vers 3000 av. J.-C., toutefois Japonais et Italiens pensent avoir été les premiers à l'utiliser. Les Chinois utilisaient une laque de couleur, faite à partir d'une combinaison de gomme arabique, de blancs d'œufs, de gélatine et de cire d'abeille. Ils ont également utilisé un mélange composé d'une poudre de pétales de rose, d'orchidée et d'impatiente mélangée à de l'alun. Ce mélange, lorsqu'il est appliqué sur les ongles pendant quelques heures ou toute la nuit, laissait une couleur allant du rose au rouge. Les Égyptiens, quant à eux, utilisaient des teintures brun-rouge obtenues à partir de henné pour colorer leurs ongles, mais aussi le bout de leurs doigts, teinture encore fréquemment utilisée de nos jours.
En Chine, durant la dynastie Zhou vers 600 av. J.-C., les familles royales utilisent de l'or et de l'argent pour embellir leurs ongles. Le balsam rouge et l'aluminium étaient également en usage au XIIIe siècle. Un manuscrit Ming du XVe siècle cite le rouge et le noir comme les couleurs choisies par la royauté, pendant les siècles précédents. Les Égyptiens aussi utilisent la couleur des ongles pour indiquer l'ordre social, avec des nuances de rouge dans la partie supérieure. La reine Néfertiti, épouse du roi Akhénaton, colorait en rouge rubis ses ongles de mains et de pieds. Cléopâtre préférait, quant à elle, une teinte rouille intense. Les femmes de rang inférieur qui coloraient leurs ongles n'étaient autorisées qu'à utiliser des teintes pâles, et aucune femme n'osait afficher la palette de couleurs utilisée par le roi ou la reine. Les Incas sont connus pour avoir décoré leurs ongles avec des représentations d'aigles.
On ne sait pas exactement comment ont évolué par la suite ces pratiques antiques. Au IXe siècle les femmes arabes musulmanes coloraient leurs ongles avec du henné et cette tradition a continué, car elle fait partie de la Sunna. Au début du XIXe siècle, les ongles étaient teintés en rouge avec des huiles parfumées puis meulés et lustrés avec une peau de chamois, plutôt que simplement peints. Même un siècle plus tard, les femmes continuent de polir leurs ongles en les massant avec des poudres et des crèmes teintées pour les rendre brillants. Un tel produit de lustrage vendu à cette époque était la pâte Graf's Hyglo. Un certain nombre de femmes au cours de cette période teintaient leurs ongles avec des vernis clairs et brillants appliqués avec des brosses en poil de chameau. Vers les années 1920, lorsque la peinture automobile est créée, cela inspire la création de laques de couleur pour les ongles. Le premier vernis moderne, coloré et opaque, est inventé en 1932 par Charles Revson et commercialisé sous la marque Revlon. En 1972 apparaissent des vernis métallisés et à paillettes.
Il existe également des vernis thérapeutiques destinés à soigner des pathologies de l'ongle (typiquement des mycoses).

## Usage
Le vernis s'applique habituellement à l'aide d'un petit pinceau qui fait partie intégrante du bouchon du flacon de vernis. Des motifs peuvent être dessinés par-dessus. 
Certains vernis s'appliquent sous forme de gel et durcissent aux UV. Des écarteurs d'orteils peuvent être utilisés pour l'application sur les ongles de pied. Le vernis ne prend pas beaucoup de temps à sécher, cela peut varier entre une heure et trois minutes, généralement il ne faut que quelques minutes mais quand il s'agit de motifs, de travaux avec scotch, patron, etc., cela prend plus de temps.

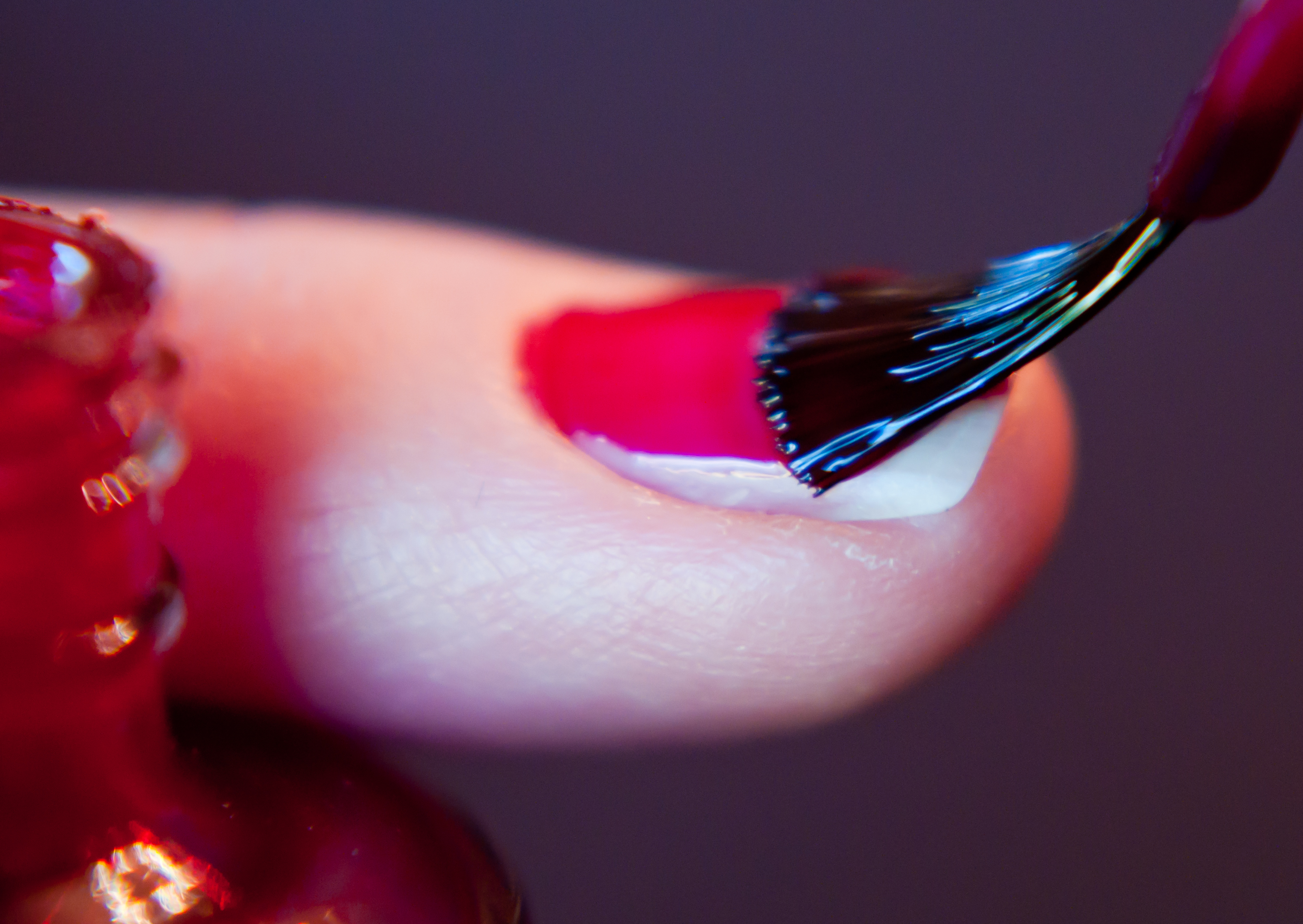
Application de vernis.
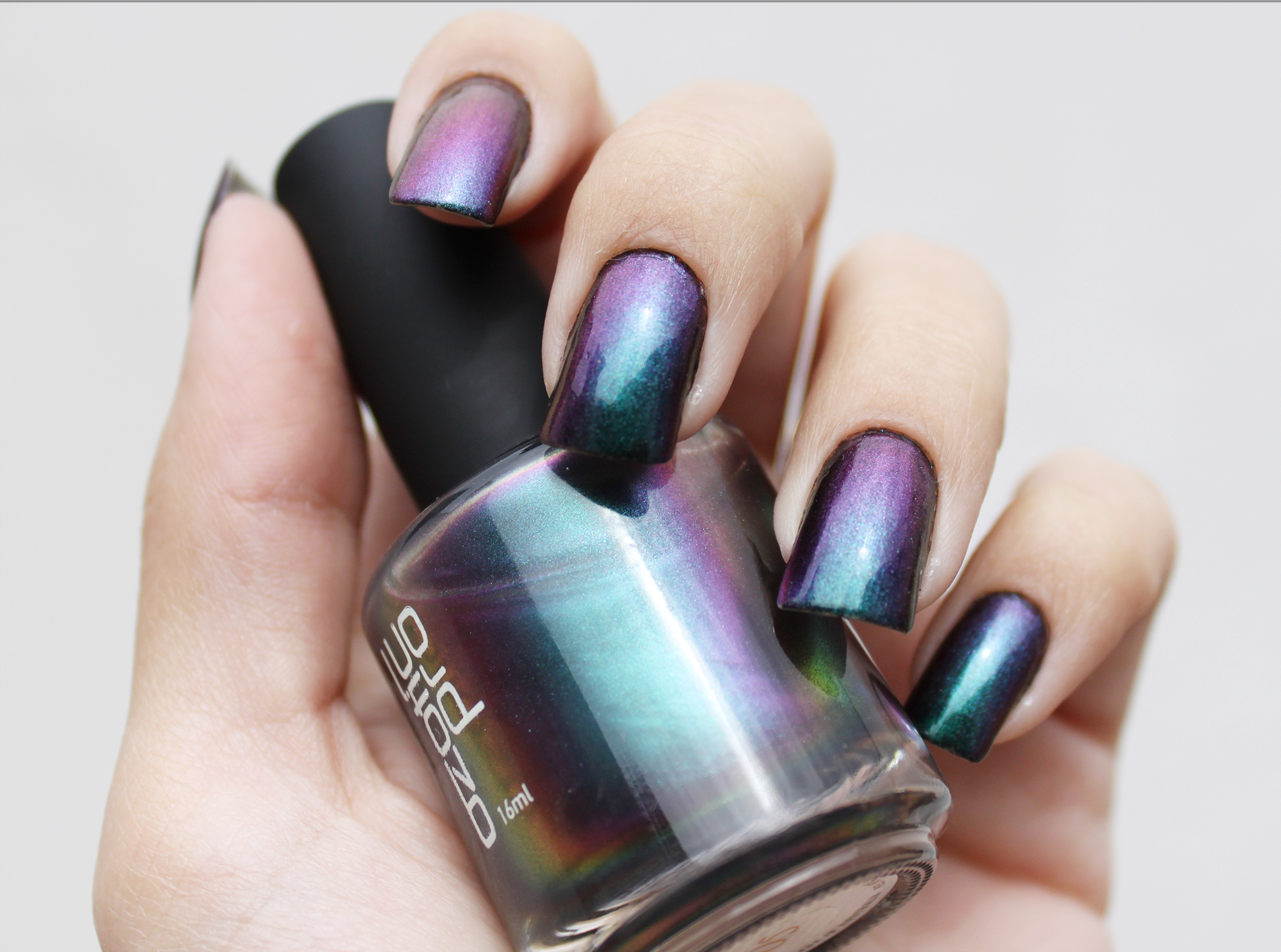
Vernis métallisé.
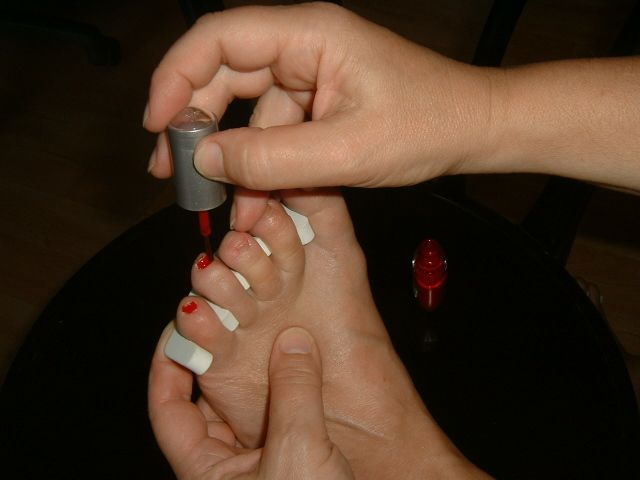
Vernis sur les ongles de pied.
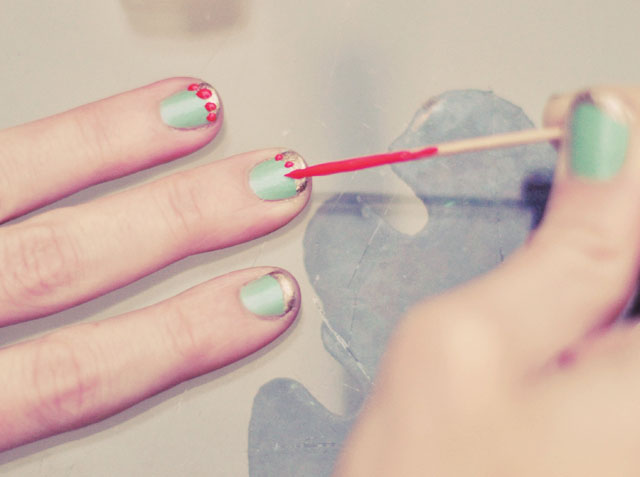
Motifs en vernis.
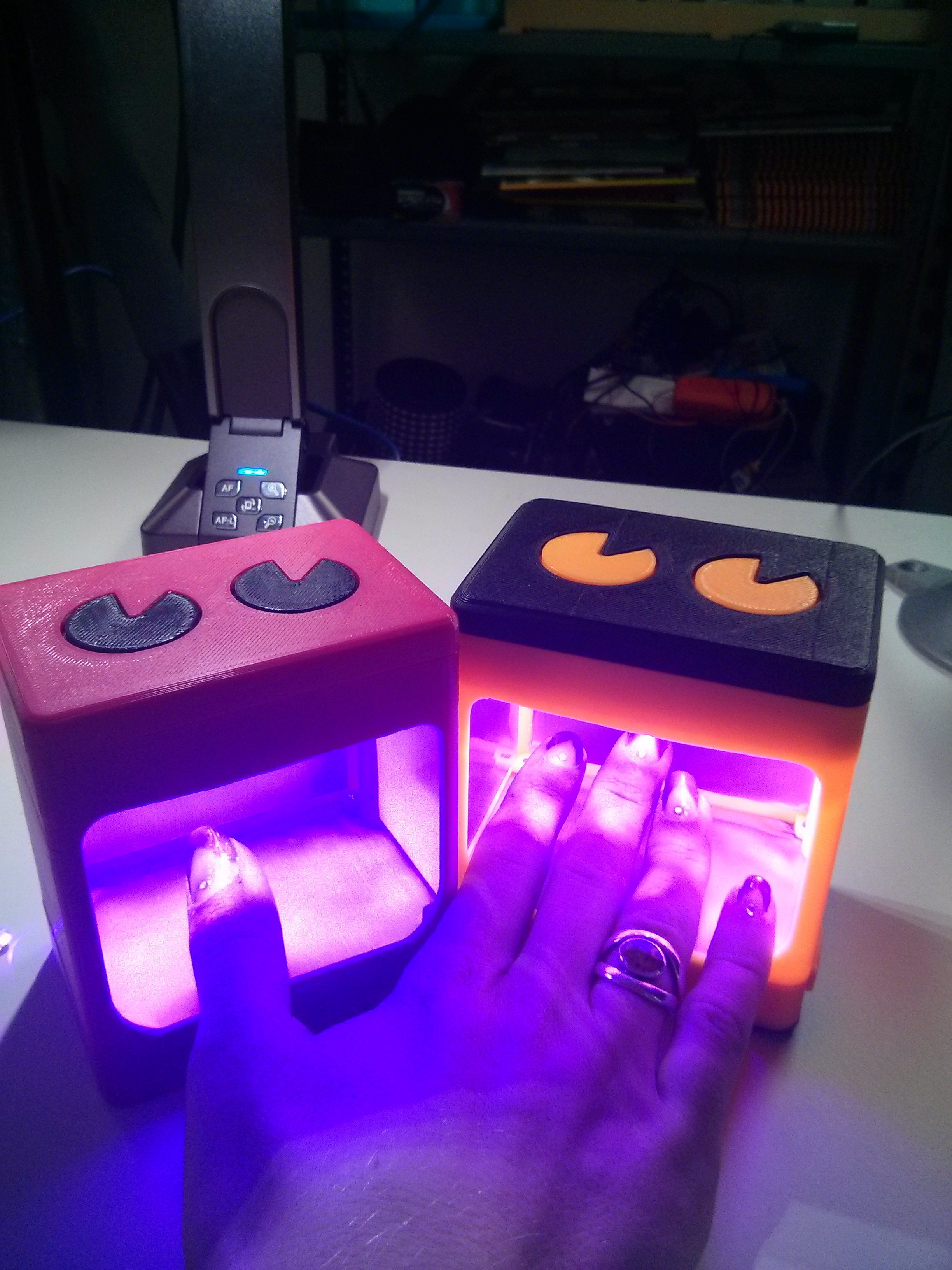
Lampe pour manucure à UV.

## Retrait des vernis à ongles
Le vernis à ongles peut se déposer de plusieurs manières. Les vernis classiques se retirent avec un dissolvant spécifique, qui peut être avec ou sans acétone. Le retrait du vernis s'obtient en imbibant un coton de dissolvant, qu'il faudra ensuite frotter contre l'ongle.
Les vernis à ongles semi-permanents et les vernis en gel nécessitent d'autres techniques. 

## Marché actuel

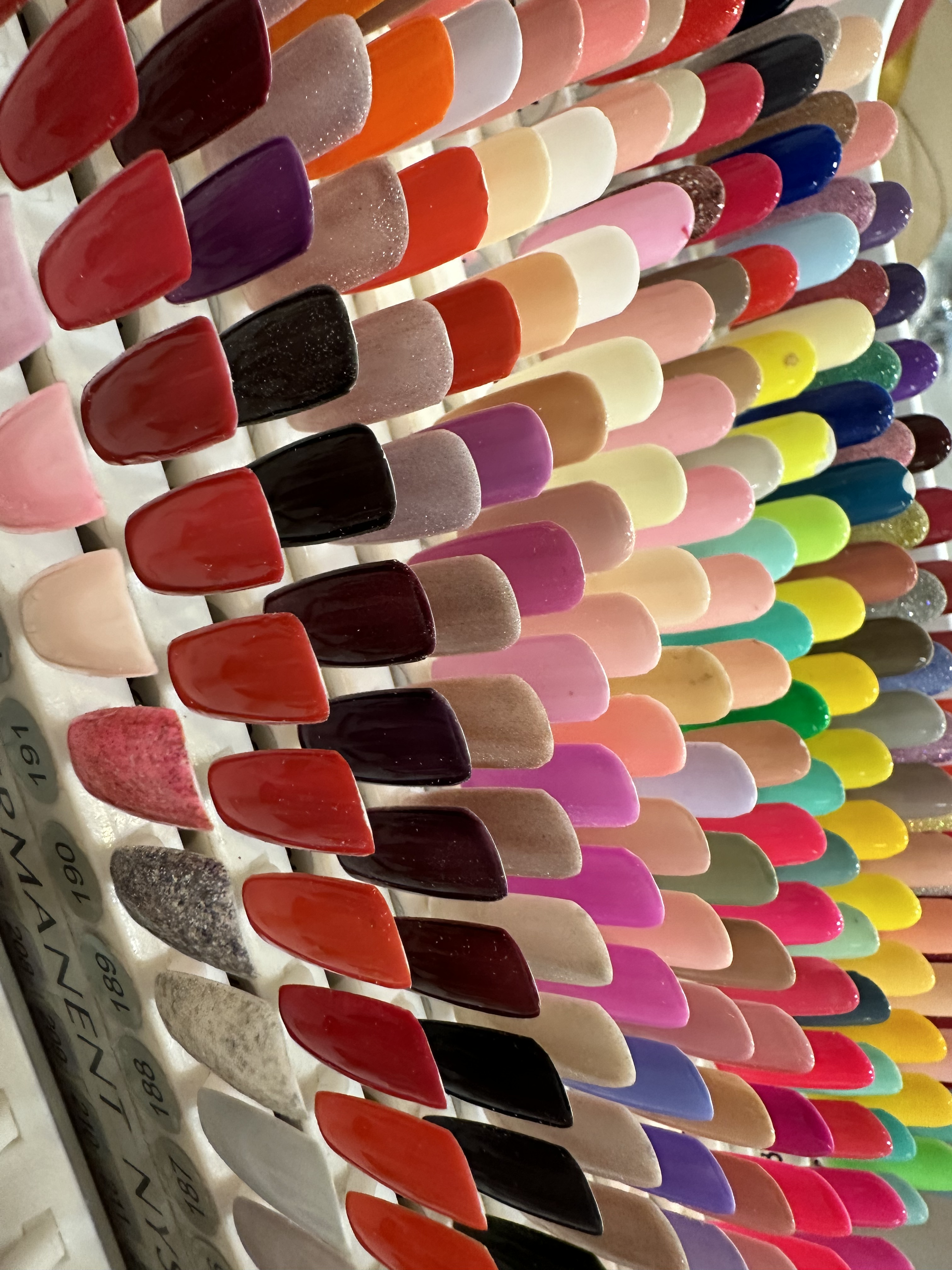
Palette de vernis à ongles

Une très large gamme de vernis à ongles est commercialisée. De nombreuses marques se trouvent sur ce marché de cosmétique, comme les plus importantes firmes cosmétiques ainsi que la plupart des grandes marques de luxe.
En effet si le choix du label des vernis a considérablement augmenté, la gamme s'est également énormément diversifiée. Les différentes nuances de rouges restent les plus traditionnelles et les plus prisées, notamment parce qu'elles sont coordonnées au rouge à lèvres.

## Composition
Pour la formulation d’un vernis à ongles, plusieurs produits sont nécessaires parmi lesquels figurent :
- un agent filmogène (nitrocellulose) ;
- une ou plusieurs résines ;
- un ou plusieurs plastifiants ;
- des solvants (acétate de butyle, acétate d'éthyle) ;
- des pigments et des nacres ;
- un agent thixotrope.

## Substances mises en cause
- Du formaldéhyde. Il est répertorié depuis 2004 comme « produit cancérigène » par le Centre international de recherche sur le cancer. Très volatil, on le soupçonne de causer des problèmes respiratoires. Utilisé comme durcisseur, il est toléré jusqu’à une concentration de 5 % dans les vernis. Cette proportion était dépassée dans les échantillons testés en Californie.

- Du phtalate de dibutyle (DBP). Un produit accusé d’être à la source de dysfonctionnements endocriniens. Son utilisation dans les cosmétiques est d’ailleurs interdite en Europe depuis 1976.

- Du toluène. Ce solvant facilitant l’application du vernis à ongles est également montré du doigt, jugé responsable d’allergies cutanées et respiratoires[8].